# Kino afroamerykańskie

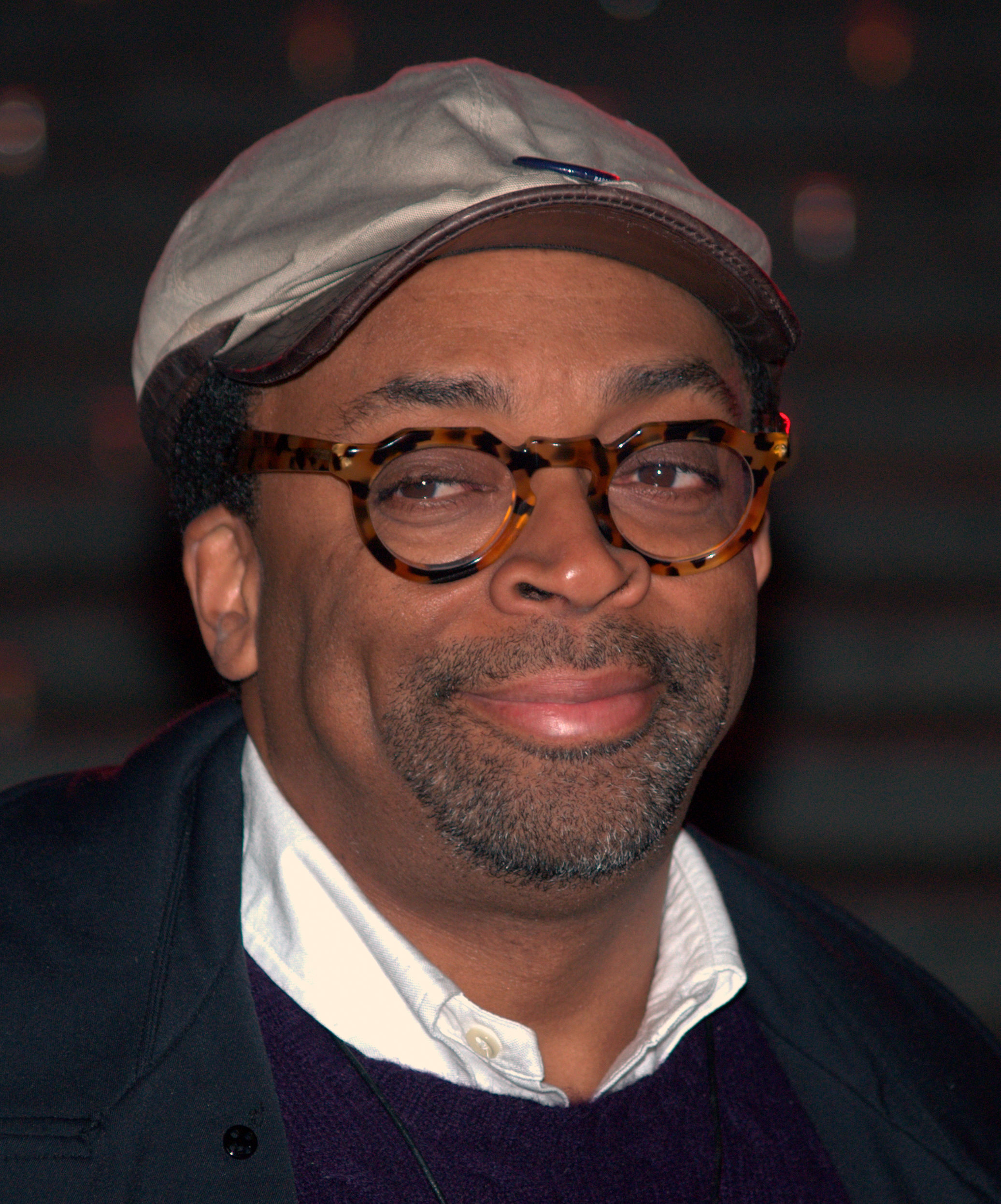
Spike Lee, najwybitniejszy przedstawiciel zaangażowanego kina afroamerykańskiego

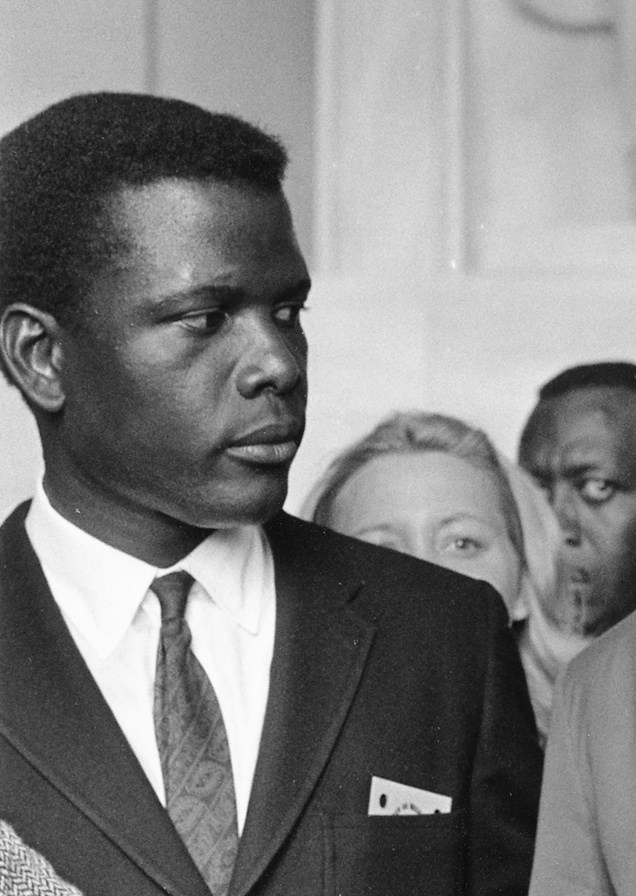
Sidney Poitier, najważniejszy aktor czarnoskóry lat 60., laureat Oscara za najlepszą rolę pierwszoplanową w Polnych liliach

Kino afroamerykańskie – typ kina poruszający problematykę społeczności afroamerykańskiej, nacechowany ideologią etniczną i rozwijany przez czarnoskórych filmowców w Stanach Zjednoczonych.

## Początki
Pierwszym filmem, w którym Afroamerykanie wystąpili w roli pierwszoplanowej, były Narodziny narodu Davida Warka Griffitha z 1915 roku. Zostali w nim przedstawieni jednoznacznie negatywnie, a dziś film często określany jest jako rasistowski. W odpowiedzi jeszcze w tym samym roku powstała NAACP (The National Association for the Advancement of Colored People), która miała zająć się ochroną interesów i wizerunku czarnoskórych Amerykanów. Organizacja ta stworzyła wytwórnię Lincoln Motion Picture Company – pierwszą afroamerykańską wytwórnię filmową w USA, która zajmowała się głównie tworzeniem filmów dokumentalnych i kronik filmowych poruszających problemy życia codziennego Afroamerykanów z północnych stanów oraz ich udziału w I wojnie światowej. Wśród kręconych filmów fabularnych dominowały komedie slapstickowe i westerny.
Pierwszym istotnym twórcą tego typu kina był Oscar Micheaux. Adaptując własną powieść pt. Domokrążca stworzył pierwszy film z niestereotypowymi postaciami czarnoskórych mieszkańców USA. Stworzona przez niego wytwórnia Micheaux Book & Film Company istniała do lat 40. i wyprodukowała w tym czasie około 50. filmów fabularnych, głównie powielając nurty kina mainstreamowego, z czarnoskórą obsadą i skierowane do czarnoskórej publiczności. Wytwórnia zajmowała się także promocją czarnoskórych gwiazd (m.in. Lorenzo Tuckera, znanego jako Czarny Rudolph Valentino), z których kilkoro znalazło pracę w Hollywood. Do lat 60. w głównym nurcie kina amerykańskiego w pełni czarnoskóra obsada pojawiała się jedynie w filmach z kontekstem muzycznym (m.in. Dusze czarnych Kinga Vidora (1929) czy Czarna Carmen (1955) z Dorothy Dandridge w roli głównej).

## Po II wojnie światowej
Zmiany w podejściu do tego zagadnienia zmieniły się po II wojnie światowej. Następowała stopniowa emancypacja rasowa. W 1949 powstało kilka istotnych filmów podejmujących temat nierówności rasowej (Pod jednym sztandarem, Pinky, Zatarte granice). Melodramatyczna forma z antyrasistowskimi przesłaniami spotykała się z ciepłym przyjęciem w północnych stanach, podczas gdy na południu nie dopuszczano ich na ekrany kin. Duży przełom nadszedł wraz z pojawieniem się Sidneya Poitiera – pierwszej afroamerykańskiej gwiazdy filmowej, jednego z najwybitniejszych czarnoskórych aktorów dramatycznych w historii. Zagrał kilka znaczących ról, zaprzeczając stereotypom i tworząc postacie inteligentne i wykształcone, często stawiane w kontraście z głupimi i prowincjonalnymi białymi mieszkańcami południa (W upalną noc w reż. Normana Jewisona z 1967).
W latach 70. XX wieku w obrębie tego kina pojawił się nurt Blaxploitation – komercyjnych widowisk sensacyjnych, który został następnie wchłonięty przez mainstream Hollywood. Wpłynęło to na rozwój innych nurtów kina afroamerykańskiego, zwłaszcza tego przeciwstawiającego się hegemonii białych protestantów.
W obrębie tzw. kina integracyjnego, tj. tego które wchłonąwszy kino afroamerykańskie tworzyło Hollywood, największą popularność zdobyli komicy, m.in. Richard Pryor (od 1971) i Eddie Murphy (głównie za cykl Gliniarz z Beverly Hills, od 1984). W 1985 Steven Spielberg nakręcił Kolor purpury – nominowaną do 11 Oscarów ekranizację powieści Alice Walker z obsadą wyłącznie czarnoskórą (m.in. Danny Glover, Whoopi Goldberg).
W latach 80. na scenie pojawił się Spike Lee, najwybitniejszy twórca kina afroamerykańskiego, który kolejnymi filmami (głównie: Rób, co należy (1989), Tropikalna gorączka (1991), Malcolm X (1992), Crooklyn (1994)) poruszającymi problemy czarnoskórych dał najtrafniejszy obraz wielkomiejskiego, czarnoskórego społeczeństwa, promując przy tym kilku czołowych aktorów czarnoskórych tego okresu (m.in. Denzel Washington, Laurence Fishburne, Wesley Snipes). Sukces tych przedsięwzięć zaowocował powstaniem Pokolenia 91 – grupy reżyserów (John Singleton, Mario Van Peebles), którzy przy pomocy agresywnych i niekonwencjonalnych jak na owe czasy środków wyrazu, często stosując odwołania muzyczne (głównie do hip-hopu i rapu) portretowali czarnoskórych mieszkańców wielkomiejskich gett (m.in. Chłopaki z sąsiedztwa, 1991). Również ci reżyserzy zostali z czasem wchłonięci przez główny nurt Hollywood, operując od tego czasu głównie w okolicach filmu gangsterskiego i komediowego.

## Współcześnie
Pomimo tego, że we współczesnym, mainstreamowym kinie amerykańskim nie brak twórców czarnoskórych, którzy często honorowani są najważniejszymi nagrodami (Morgan Freeman, Samuel L. Jackson, Denzel Washington, Jamie Foxx, Halle Berry, Will Smith, Antoine Fuqua), nie podejmują jednak oni tematów związanych z problemami afroamerykańskich społeczności, wskazując tym samym na normalizację kwestii rasowej w Stanach Zjednoczonych.
Jednym z ostatnich zaangażowanych twórców tego kina pozostał Spike Lee, który realizuje się głównie w formie filmu dokumentalnego. Dodatkowo, obecni są także młodzi twórcy związani z kulturą hip-hopową (Gang Tapes, 2001; Notorious, 2009).